# René Harris
Pour les articles homonymes, voir Harris.
René Harris, né le 11 novembre 1947 à Aiwo et mort le 5 juillet 2008 à Denigomodu sur l'île de Nauru, est un homme d'État nauruan et ancien président de la république du 27 avril 1999 au 29 avril 2000, du 30 mars 2001 au 9 janvier 2003, du 17 janvier 2003 au 18 janvier 2003 et du 8 août 2003 au 22 juin 2004.

## Biographie

### Études et premières années
René Harris étudie au College Geelong dans l'État de Victoria (Australie) où il est joueur de football australien. De retour à Nauru, il devient un président actif de la Nauru Australian Football Association. Puis, il travaille pour la Nauru Phosphate Corporation avant de devenir le directeur de la Nauru Pacific Line.

### Carrière politique
René Harris devient membre du Parlement de Nauru en 1977, porte-parole adjoint du gouvernement en 1978 puis porte-parole du Parlement en 1986.
En 1992, il est président du comité de direction de la Nauru Phosphate Corporation.
En 1998, il parvient à faire libérer trois membres de sa famille qui étaient incarcérés. Un journaliste de Australian Broadcasting Corporation rapporte que René Harris a dépensé plus de 231 000 dollars australiens en vacances, objets de luxe et propriété à Melbourne. René Harris possède aussi un appartement luxueux au 51e et dernier étage du gratte-ciel Nauru House à Melbourne.

### Président à quatre reprises
Du 27 avril 1999, René Harris effectue son premier mandat de président de la république de Nauru. Jusqu'en 2004, il sera remplacé trois fois à cette fonction. En mai 1999, Nauru devient membre à part entière du Commonwealth et le 14 septembre 1999 de l'ONU. Ce dernier siège lui permet de recevoir des subventions de Taïwan en échange de certains votes et prises de position (notamment en faveur de la reconnaissance internationale de Taïwan en tant que pays indépendant et de son entrée aux Nations unies). En juillet 2002, Nauru se rapproche de la Chine mais la manœuvre n'ayant pas porté financièrement ses fruits, Ludwig Scotty décide de renouer avec Taïwan en mai 2005.

#### L'immigration clandestine australienne
À partir de 2001, le gouvernement australien, faisant face à un afflux inhabituel de réfugiés afghans et irakiens, décide la mise en place de la « Solution du Pacifique » : moyennant d'importantes subventions australiennes et certaines compensations (bourses d'études australiennes et carburant), des centaines de réfugiés sont envoyés dans deux centres de rétention construits à Nauru le temps d'étudier leurs dossier d'immigration. René Harris a été personnellement critiqué par le parti d'opposition Naoero Amo et par la communauté internationale pour son non-respect des droits humains et sa corruption (en 2002 le budget accuse un déficit de 40 millions de dollars américains soit quasiment la moitié du PIB du pays). C'est d'ailleurs à ce titre que lui et son gouvernement ne sont pas réélus aux élections du 8 janvier 2003. Il s'ensuit une période de votes de défiance au Parlement qui permet finalement à René Harris de revenir au pouvoir le 8 août 2003.
En 2002, les États-Unis, en vertu de la loi Patriot Act, pénalisent les contacts entre les banques américaines et Nauru à cause des activités financières illicites pratiquées à cette période.

#### Crise économique
À la fin 2003, la situation économique de Nauru est telle que le gouvernement ne peut payer ses fonctionnaires, ceux-ci les obtenant grâce à une donation australienne de 1,2 million de dollars australiens. En mars 2004, les communications satellites sont interrompues et Nauru reçoit à nouveau 22,5 millions de dollars australiens de la part de l'Australie. En avril 2004, les appels téléphoniques pouvaient arriver à Nauru mais les nauruans ne pouvaient appeler l'extérieur. En 2004, l'État est dans une telle faillite que le revenus moyens des nauruans s'approche un dollar américain par jour et par habitant (définition du seuil de pauvreté).

#### Fin de parcours
René Harris devenant diabétique, il doit subir une dialyse une fois par mois à Melbourne. En décembre 2003, il fait un malaise au Parlement et le docteur Kieren Keke doit le secourir. Le 22 juin 2004, Ludwig Scotty le remplace à la présidence de la République.

### Décès
Harris décède le 5 juillet 2008 à l'âge de 61 ans d'une crise cardiaque à Denigomodu,.